# 1940 ve filmu
Rok 1940 je spojen s mnoha filmovými událostmi. Následující seznam je jejich přehledem.

## Významné filmy
Další filmy roku 1940 naleznete zde
- 15. října se v New Yorku uskutečnila slavnostní premiéra prvního mluveného filmu Charlieho Chaplina Diktátor (The Great Dictator), ostrá satira na aktuální politické dění, ve které jsou nezakrytě zesměšňováni Adolf Hitler a Benito Mussolini

## Cena Akademie filmového umění a věd – Oscar
Slavnostní ceremoniál 13. ročníku předávání výročních cen Akademie filmového umění a věd USA za rok 1940 se uskutečnil 27. února 1941 v losangeleském hotelu Biltmore.
- Nejlepší film: Mrtvá a živá (Rebecca) – David O. Selznick, United Artists
- Nejlepší ženský herecký výkon: Ginger Rogersová za roli ve filmu Slečna Kitty (Kitty Poyle)
- Nejlepší mužský herecký výkon: James Stewart za roli ve filmu Příběh z Filadelfie (The Philadelphia Story)
- Nejlepší režie: John Ford za film Hrozny hněvu (The Grapes of Wrath)

## Filmové festivaly

### MFF v Benátkách
Mezinárodní filmový festival v Benátkách se uskutečnil ve dnech 8. srpna až 1. září. Byl udělen Mussoliniho pohár (Coppa Mussolini) ve dvou kategoriích. V kategorii nejlepší italský film zvítězil film režiséra Augusto Genina Alcazar (L' Assedio dell'Alcazar; 1940) a v kategorii nejlepší zahraniční film snímek režiséra Gustava Ucicky Poštmistr (Der Postmeister; 1940).

## Narození
Česko
- 20. ledna – Jana Brejchová, herečka
- 7. března – Miloslav Šimek, dramatik († 16. února 2004)
- 2. července – Jiří Brabec, hudební skladatel a klavírista († 17. listopadu 2003)

Svět
- 22. ledna – John Hurt, britský herec († 25. ledna 2017)
- 27. ledna – James Cromwell, americký herec
- 4. února – George A. Romero, americký režisér, herec, scenárista, producent, střihač a kameraman († 16. července 2017)
- 23. února – Peter Fonda, americký herec, režisér, scenárista a producent († 16. srpna 2019)
- 10. března – Chuck Norris, americký herec a producent
- 26. března – James Caan, americký herec († 6. července 2022)
- 25. dubna – Al Pacino, americký herec
- 5. května – Lance Henriksen, americký herec
- 13. července – Patrick Stewart, anglický herec, režisér a producent
- 3. srpna – Martin Sheen, americký herec
- 5. listopadu – Elke Sommerová, německá herečka
- 27. listopadu – Bruce Lee, hongkongský herec († 20. července 1973)

## Úmrtí
Svět

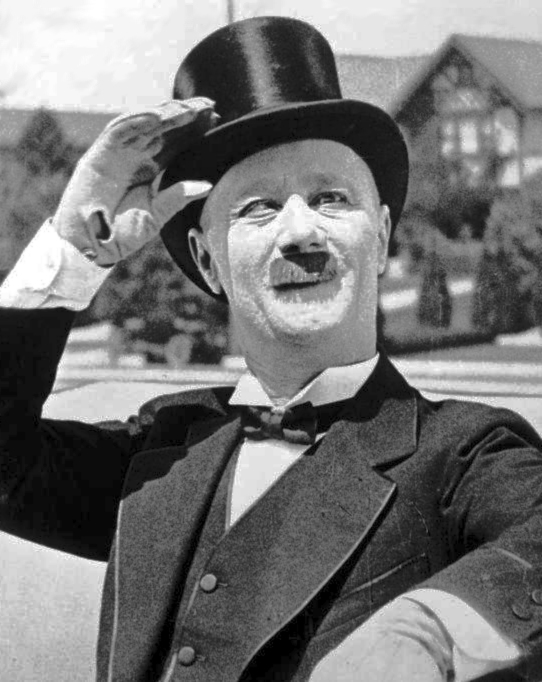
Ben Turpin (1869–1940)

- 28. května – Walter Connolly, americký herec (* 8. dubna 1887)
- 7. června – James Hall, americký herec (* 22. října 1900)
- 13. června – George Fitzmaurice, americký režisér (* 13. února 1885)
- 20. června – Charley Chase, americký herec (* 20. října 1893)
- 1. července – Ben Turpin, americký herec (* 19. září 1869)

## Filmové debuty
- Tom a Jerry
- Bugs Bunny